# Ruta 8 (Uruguay)
Die Ruta 8, Brigadier General Juan Antonio Lavalleja, ist eine Fernstraße in Uruguay.
Sie ist eine der wichtigsten Straßen des Landes mit einer Gesamtlänge von 457 Kilometern. Ihr Name ist auf den ehemaligen Präsidenten Uruguays Juan Antonio Lavalleja zurückzuführen.
Sie verläuft vom montevideanischen Stadtviertel Punta de Rieles - Bella Italia in nordöstlicher Richtung bis ins Departamento Cerro Largo in die Grenzstadt Aceguá. Dort geht sie auf brasilianisches Territorium in die BR-153 über. Auf ihrem Weg bis dorthin führt sie durch die drei Departamento-Hauptstädte Minas, Treinta y Tres, wo sie den Río Olimar überquert, und Melo, wo sie die Ruta 26 kreuzt.
Die Straße ist von Montevideo bis in die Nähe von Piedras de Afilar mehrstreifig ausgebaut. Danach führt sie als einfache, aber gut ausgeschilderte Straße guten Zustands und mit einem breiten Seitenstreifen versehen gen Norden. Der Straßenbelag besteht dabei bis zur Stadt Minas aus einer Art betoniertem Untergrund. Anschließend ist die Strecke bis zu ihrem Endpunkt asphaltiert.

## Einzelnachweise

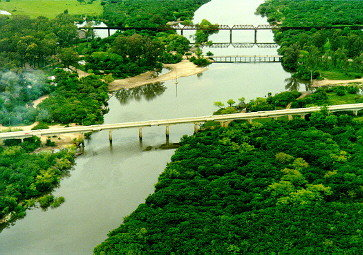
Rio Olimar bei Trenta y Tres, vorne die Straßenbrücke der Ruta 8